# Deepfake
Deepfake, även kallat djupfejk
, är förfalskade videor, bilder eller ljud som genom maskininlärning kommit att bli så genomarbetade att de framstår som äkta.
Begreppet ”deepfake” började användas 2017 och är bildad av termen "deep learning" ("djup maskinlärning") och "fake" (”falsk”). Djup maskinlärning är avancerad artificiell intelligens (AI) där flera lager av maskininlärda algoritmer används för att kunna plocka ut indataegenskaper på hög avancerad nivå. Deepfakes kan med hjälp av maskininlärning på ett enkelt sätt låta personer i filmklipp få någon annans ansikte och röst med mycket trovärdigt resultat. De första filmerna med deepfakes som spreds på internet var porrfilmer där porrskådespelarens ansikte hade ersatts av med kändisars ansikten.  Tekniken har bland annat kommit att användas av bedragare för att begå olika digitala brott och har använts inom politiken för att påverka genom att sprida manipulerade videor av politiker där de framför åsikter som de inte står för.
För att skapa en deepfake tränas en maskinmodell med bilder på ett ansikte. Det behövs mellan 500 och 1 000 bilder från olika vinklar för att kunna skapa en trovärdig kopia av ansiktet. En app som använder denna teknik är FakeApp. FakeApp är ett komplett Windows-program som har förfinats alltmer till ett lättarbetat gränssnitt för vem som helst att börja använda. För en någorlunda trovärdig röstförfalskning räcker det med ett ljudklipp på tre sekunder.
Bland de deepfakes som fått stor viral spridning finns bland annat en film som visar hur en manipulerad Barack Obama sågar sin efterträdare Donald Trump. Under Rysslands invasion av Ukraina 2022 spreds en deepfake på Ukrainas president Volodymyr Zelenskyj där en video manipulerats så det framstår som att han meddelar att Ukraina kapitulerar och uppmanar befolkningen att lägga ner sina vapen.
I september 2019 inleddes projektet Deep fake detection challenge, DFDC, med målet att utveckla program för att upptäcka deep fakes. Bakom projektet står bland annat Facebook, Microsoft och flera universitet och forskningsinstitut.
En svensk undersökning från Internetstiftelsen 2021 visade att 76 procent av alla svenska internetanvändare oroade sig över att inte kunna identifiera en deepfake, 11 procent kände mycket stor oro.